# Identificador

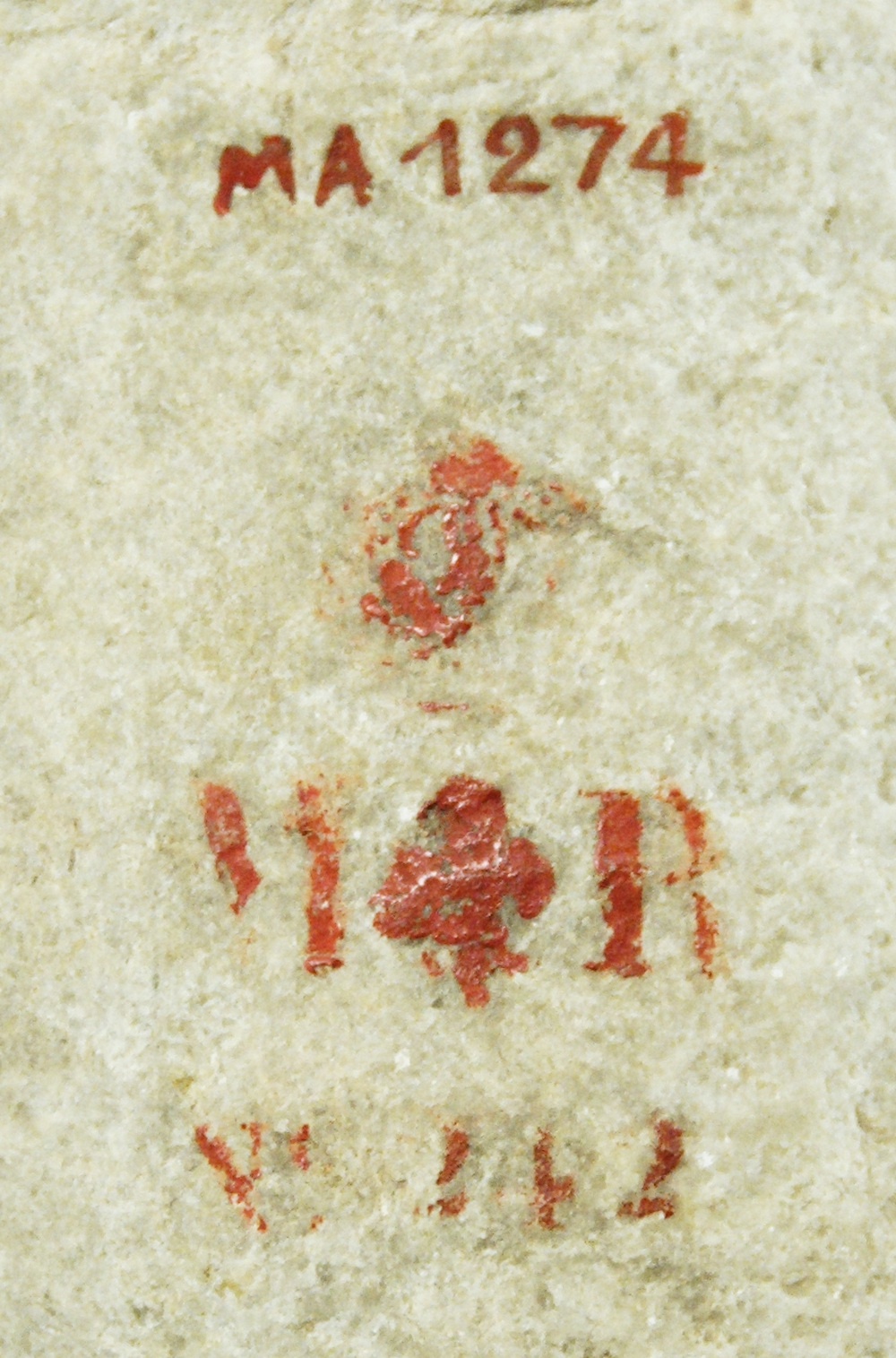
Um identificador de objetos do Louvre.

Um identificador é um nome que identifica (ou seja, rotula a identidade de) um objeto único ou uma classe única de objetos, onde o "objeto" ou classe pode ser uma ideia, objeto físico [contável] (ou uma classe deste), ou substância física [não contável] (ou classe das mesmas). A abreviação ID geralmente se refere à identidade, identificação (o processo de identificação) ou um identificador (ou seja, uma instância de identificação). Um identificador pode ser uma palavra, número, letra, símbolo ou qualquer combinação deles.